# Wzniesienia Żarskie
Wzniesienia Żarskie (318.41) – morena czołowa powstała w okresie zlodowacenia środkowopolskiego. Jej pagórki dochodzą do wysokości 226,9 m n.p.m. (51°35′57″N 15°07′44″E/51,599167 15,128889) (patrz: Żary → Zielony Las oraz Góra Żarska). Stanowią zachodnią część Wału Trzebnickiego; Bóbr oddziela je na wschodzie od Wzgórz Dalkowskich. Na południu graniczą z Borami Dolnośląskimi (Puszcza Żagańska).
- Główne rzeki: Lubsza
- Główne miasta: Żary.